# Vláknonošci
Vláknonošci (bradatice; Siboglinidae, dříve též Pogonophora) je skupina mořských mnohoštětinatých kroužkovců. Jejich fylogenetické postavení nebývalo jisté, často byli považováni za zvláštní kmen či dva nepříbuzné kmeny živočichů, dokonce se objevily i názory, že jde o příbuzné druhoústých. Dnes je již zřejmé, že patří mezi mnohoštětinatce, dokonce jsou všichni řazeni do jediné čeledi Siboglinidae (Caullery, 1914) řádu rournatců (Canalipalpata), přestože jde o druhy mezi sebou dosti odlišné.
Vláknonošci jsou článkovaní červi (jejich článkování není ale příliš zřetelné, neboť druhý tělní článek je velmi výrazně prodloužený), kteří žijí přisedle v mořských hlubinách. Chybí jim trávicí soustava včetně ústního otvoru, místo ní mají zvláštní orgán trofozom, ve kterém žijí bakteriální symbionti, kteří syntetizují organické sloučeniny díky energii získané ze sloučenin síry. Vláknonošci jsou tak vlastně chemoautotrofním systémem, který nepotřebuje k životu sluneční energii. Žijí u tzv. černých kuřáků (např. druh riftie hlubinná).

## Systém a fylogeneze
K vláknonošcům v dnešním pojetí patří následující 4 monofyletické skupiny:
- Vláknonošci v užším smyslu (Frenulata) - původně známí vláknonošci rodů Birsteinia, Bobmarleya, Choanophorus, Crassibrachia, Cyclobrachia, Diplobrachia, Galathealinum, Heptobrachia, Lamellisabella, Nereilinum, Oligobrachia, Paraescarpia, Polybrachia, Siboglinoides, Siboglinum, Siphonobrachia, Spirobrachia, Unibrachium, Volvobrachia, Zenkevitchiana;
- Krytonošci neboli trubicovci (Vestimentifera), dříve mylně považovaní za samostatnou třídu či dokonce kmen (zvaný Obturata) s 10 uznanými rody (k r. 2023) – Alaysia, Arcovesia, Escarpia, Lamellibrachia, Oasisia, Paraescarpia, Ridgeia, Riftia, Seepiophila, Tevnia, z nichž u 6 je endemický výskyt omezen na podmořské hytrotermální výrony;[2]
- Monilifera, krytonošcům/trubicovcům blízce příbuzná skupina s jediným známým rodem Sclerolinum žijícím na organických zbytcích;
- Kostižerky - vláknonošci rodu Osedax objevení v roce 2004. Živí se na mrtvých kytovcích, kteří klesli na dno moře. Mají ve svých tělech také bakteriální symbionty, ale ti nežijí v žádném orgánu podobném trofozomu, ale v kořenovitých útvarech, kterými se kostižerky zachycují na velrybě. Bakterie pomáhající při trávení tuků nejsou příbuzné s chemoautotrofními bakteriemi jiných vláknonošců.

Příbuzenské vztahy lze vyjádřit následujícícm fylogenetickým stromem:
|  | kostižerky (Osedax)                                                                                 |
|  | |
|  | \| \| Monilifera (Sclerolinum) \| \| \| \| \| \| krytonošci/trubicovci (Vestimentifera) \| \| \| \| |
|  | |
|  | Monilifera (Sclerolinum)                                                                            |
|  | |
|  | krytonošci/trubicovci (Vestimentifera)                                                              |
|  | |

|  | Monilifera (Sclerolinum)               |
|  |                                        |
|  | krytonošci/trubicovci (Vestimentifera) |
|  |                                        |

|  | kostižerky (Osedax)                                                                                 |
|  | |
|  | \| \| Monilifera (Sclerolinum) \| \| \| \| \| \| krytonošci/trubicovci (Vestimentifera) \| \| \| \| |
|  | |
|  | Monilifera (Sclerolinum)                                                                            |
|  | |
|  | krytonošci/trubicovci (Vestimentifera)                                                              |
|  | |

|  | Monilifera (Sclerolinum)               |
|  |                                        |
|  | krytonošci/trubicovci (Vestimentifera) |
|  |                                        |